# Melanocharacidium rex
Melanocharacidium rex es una especie de peces de la familia Crenuchidae en el orden de los Characiformes.

## Morfología
Los machos pueden llegar alcanzar los 9,9 cm de longitud total.

## Hábitat
Vive en zonas de clima tropical.

## Distribución geográfica
Se encuentran en Sudamérica:  cuencas de los ríos  Tigre y  Pastaza en la cuenca del río Amazonas en el Ecuador.